# Pilníkovský potok
 Pilníkovský potok (též Volanovský potok) je levostranný přítok Labe v Krkonošském podhůří, na území okresu Trutnov. Pramení severozápadně od okresního města Trutnova a celkově plyne zhruba jihozápadním směrem, z toho značnou část katastrem města Pilníkov, podle něhož je pojmenován. Za Pilníkovem protéká obcí Chotěvice, pod níž ústí do řeky Labe. Délka jeho toku činí zhruba 17,3 km.

## Významnější přítoky
- Vlčický potok, zprava v Letné nad Pilníkovem
- Starobucký potok, zleva v Pilníkově
- Prkenný potok, zleva v Pilníkově
- Čermná, zprava v Chotěvicích